# National Pan-Hellenic Council
Le National Pan-Hellenic Council (NPHC) est une organisation regroupant neuf fraternités et sororités étudiantes afro-américaines historiques. Chacune des neuf de ces fraternités étudiantes ont en commun le fait de s'être développée durant des périodes ou les étudiants noirs américains subissaient une ségrégation par rapport aux autres étudiants.
La NPHC s'est officiellement formée le 10 mai 1930, sur le campus de l'Université Howard, à Washington DC. Les fraternités Omega Psi Phi, Kappa Alpha Psi, Alpha Kappa Alpha, Delta Sigma Theta, et Zeta Phi Beta en les cinq membres fondatrices. L'organisation fut ensuite rejointe par les fraternités et sororités Alpha Phi Alpha et Phi Beta Sigma en 1931, Sigma Gamma Rho en 1937 et Iota Phi Theta en 1997.